# Sant'Angelo di Piove di Sacco
Sant'Angelo di Piove di Sacco är en ort och kommun i provinsen Padova i regionen Veneto i Italien. Kommunen hade 7 236 invånare (2018).